# Nigora Tursunqulova
Nigora Tursunqulova (usbekisch-kyrillisch Нигора Турсунқулова; * 4. April 1999 in Jizzax) ist eine usbekische Taekwondoin, die im Weltergewicht startet.

## Werdegang
Tursunqulova gab ihr internationales Debüt bei den Russian Open 2013 in der Nachwuchsklasse bis 55 kg, welche sie gewinnen konnte. Ein Jahr später erreichte sie bei den Taekwondo-Juniorenweltmeisterschaften 2014 in Taipeh das Viertelfinale. Dieses verlor sie gegen die Britin Lauren Williams. 2015 gewann Tursunqulova im Juniorenbereich die Turkish Open und die Qatar Open. Bei den Asienmeisterschaften im gleichen Jahr in Taipeh gewann sie in der Juniorenklasse bis 68 kg die Silbermedaille, nachdem sie das Finale gegen die Taiwanerin Yu-Ting Shen knapp verloren hatte.
Zu Beginn des Jahres 2016 wechselte Tursunqulova in den Seniorenbereich. Beim asiatischen Olympiaqualifikationsturnier in Manila verlor sie in der Klasse bis 67 kg zwar das Finale gegen die Kasachin Cansel Deniz, konnte sich aber mit der Finalteilnahme bereits einen Startplatz bei den Olympischen Spielen 2016 in Rio de Janeiro sichern. Bei den folgenden Asienmeisterschaften gewann sie Bronze. In Rio gelang ihr bei ihren ersten Olympischen Spielen schließlich ein neunter Platz. Bei den Asienmeisterschaften in Pasay gewann sie die Bronzemedaille, nachdem sie im Halbfinale der Vietnamesin Thi Ha Nguyen unterlag.
Im Jahr 2017 gewann sie die Korea Open und startete zudem im Taekwondo-Grand-Prix. Im folgenden Jahr gelang Tursunqulova der Sieg bei den Turkish Open in Istanbul. Kurze Zeit später gewann sie bei den Asienmeisterschaften in Ho-Chi-Minh-Stadt die Goldmedaille. Bei den Asienspielen 2018 in Jakarta musste sie sich im Halbfinale deutlich Kim Jan-Di geschlagen geben und gewann am Ende die Bronzemedaille. Ein Jahr später scheiterte Tursunqulova bei den Taekwondo-Weltmeisterschaften 2019 im Achtelfinale an der Jordanierin Julyana Al-Sadeq. Bei der folgenden Universiade 2019 erreichte sie ebenfalls das Achtelfinale, wo sie gegen die Französin Magda Wiet Henin verlor.
Während der Eröffnungsfeier der Olympischen Sommerspiele 2020 war sie, gemeinsam mit dem Boxer Bahodir Jalolov, die Fahnenträgerin ihrer Nation.